# كلارك غريغ
كلارك غريغ (بالإنجليزية: Clark Gregg)‏ مواليد 2 أبريل 1962 في بوسطن، الولايات المتحدة، هو ممثل ومخرج وكاتب سيناريو أمريكي بدأ مسيرته الفنية سنة 1988.

## الأعمال

### أفلام
| السنة | العمل                 | الدور        |
| ----- | --------------------- | ------------ |
| 1995  | المشتبه بهم المعتادون |              |
| 1999  | ماغنوليا              |              |
| 2001  | الذكاء الاصطناعي      |              |
| 2001  | جميلة ومذهلة          | بيل          |
| 2002  | كنا جنودا             |              |
| 2003  | وصمة عار إنسان        |              |
| 2006  | عندما يتصل غريب       | بن جونسون    |
| 2008  | آيرون مان             |              |
| 2009  | 500 يوم في الصيف      | فانس         |
| 2010  | آيرون مان 2           |              |
| 2011  | ثور                   |              |
| 2011  | بطاريق السيد بوبر     | نات جونز     |
| 2012  | المنتقمون             |              |
| 2013  | عيد العمال            | جيرالد       |
| 2014  | بنات جيدات جدا        | إدوارد بيرغر |
| 2017  | يعيش ليلا             |              |

### مسلسلات
| السنة | العمل                     | الدور        |
| ----- | ------------------------- | ------------ |
| 1993  | مذكرات الشاب إنديانا جونز | ديكنسون      |
| 1996  | ممسوس بملاك               |              |
| 2000  | الجنس والمدينة            |              |
| 2000  | ذا براكتيس                |              |
| 2001  | الجناح الغربي             |              |
| 2002  | مباشر من بغداد            | إيسون جوردان |
| 2003  | ويل وغريس                 |              |
| 2004  | الدرع                     |              |
| 2005  | سي اس آي: نيويورك         |              |
| 2012  | ألتيميت سبايدرمان         |              |
| 2013  | عملاء شيلد                |              |

### ألعاب فيديو
- ليغو مارفلز أفنجرز (2016)

## روابط خارجية
- كلارك غريغ على موقع IMDb (الإنجليزية)
- كلارك غريغ على موقع روتن توميتوز (الإنجليزية)
- كلارك غريغ على موقع ألو سيني (الفرنسية)
- كلارك غريغ على موقع أول موفي (الإنجليزية)
- كلارك غريغ على موقع بوكس أوفيس موجو (الإنجليزية)
- كلارك غريغ على موقع قاعدة بيانات برودواي على الإنترنت (الإنجليزية)
- كلارك غريغ على موقع قاعدة بيانات الأفلام السويدية (السويدية)
- كلارك غريغ على موقع إن إن دي بي (الإنجليزية)
- كلارك غريغ على موقع قاعدة بيانات الفيلم (الإنجليزية)
- كلارك غريغ على موقع كينوبويسك (الروسية)